# Verdougia-Inseln
Die Verdougia-Inseln (griechisch Νησιά Βερδούγια (n. pl.)), auch Nisiá Verdoúgia genannt, sind eine kleine griechische Inselgruppe im Golf von Euböa, einer Bucht des Ägäischen Meers. Verwaltungstechnisch zählen die Inseln zur Gemeinde Marathon in der Region Attika.

## Inseln
Die Gruppe besteht aus vier unbewohnten Felseninseln, wovon Parthenopi (Παρθενόπη) im Nordwesten die größte ist. Daneben gehören das nordwestlichste Eiland Derakotos (Δερακωτός), Platadoura (Πλαταδούρα) und die sehr kleine Insel Xeropoulia (Ξεροπούλια) im Südosten zur Gruppe.